# Анрі Дарсі
Анрі Філібер Гаспар Дарсі  (фр. Henry Philibert Gaspard Darcy, 10 червня 1803, Діжон — 2 січня 1858, Париж) — французький інженер-гідравлік. Вніс вагомий вклад в розвиток гідравліки пористих середовищ. Обґрунтував закон Дарсі (1856), що зв'язує швидкість фільтрації рідини в пористому середовищі з градієнтом тиску. Ім'ям Дарсі названа одиниця вимірювання проникності пористого середовища.

## Біографія
Анрі Дарсі народився у Діжоні (Франція). Незважаючи на смерть свого батька в 1817 році, коли йому було 14 років, його мати знайшла можливість позичити гроші, щоб заплатити за його навчання. У 1821 році він вступив у Політехнічну школу в Парижі, і через два роки переводиться до Національної школи мостів і доріг (École des Ponts et Chaussées), після закінчення якої працює інженером-аспірантом в Корпорації Доріг і Мостів у департаменті Кот-д'Ор.
У 1828 році він одружився з англійкою, Гаррієт Кері.
Як член Корпорації, він побудував унікальну водопровідну систему подачі води під тиском в Діжоні після невдалої спроби добувати чисту прісну воду шляхом буріння свердловин. Система постачала воду з продуктивністю 7000 літрів на хвилину з джерела Rosoir Spring з відстані 12,7 км по закритому водопроводу у водосховища біля міста, звідки потім подавалася в міську трубопровідну мережу загальною довжиною 28,000 метрів під тиском. Система була повністю закрита і у своїй роботі використовувала лише сили тяжіння та не потребувала фільтрів чи насосів. Він також брав участь у багатьох інших громадських заходах міста Діжон і регіону, а також у виробленні політики благоустрою міста Діжон.
У цей період він модифікував формулу Проні для розрахунку втрат напору на тертя, яке після подальшої модифікації Юліусом Вейсбахом, стало відомим рівнянням Дарсі-Вейсбаха, яке використовується і сьогодні.
У 1848 році він став головним інженером в департаменті Кот-д'Ор. Незабаром після цього він покинув Діжон через політичний тиск, але був призначений головним директором з проблем води та тротуарів і отримав офіс в Парижі. На цій посаді, він мав змогу приділяти більше уваги дослідженням в області гідравліки, особливо руху потоків і втрат на тертя у трубах. У цей період він удосконалив конструкцію трубки Піто, якою користуються донині.
Він залишив свій пост в 1855 році через стан здоров'я, але йому було дозволено продовжити свої дослідження в Діжоні. У 1855 і 1856 він провів низку експериментів, результати яких потім стали відомі як закон Дарсі, спочатку обґрунтований для опису руху потоку через пісок, а пізніше він був узагальнений на інші ситуації і широко використовується нині. Одиниця вимірювання проникності рідини крізь гірничі породи «дарсі», названа на його честь.
Помер від пневмонії під час поїздки у Париж в 1858 році і був похований у Діжоні.

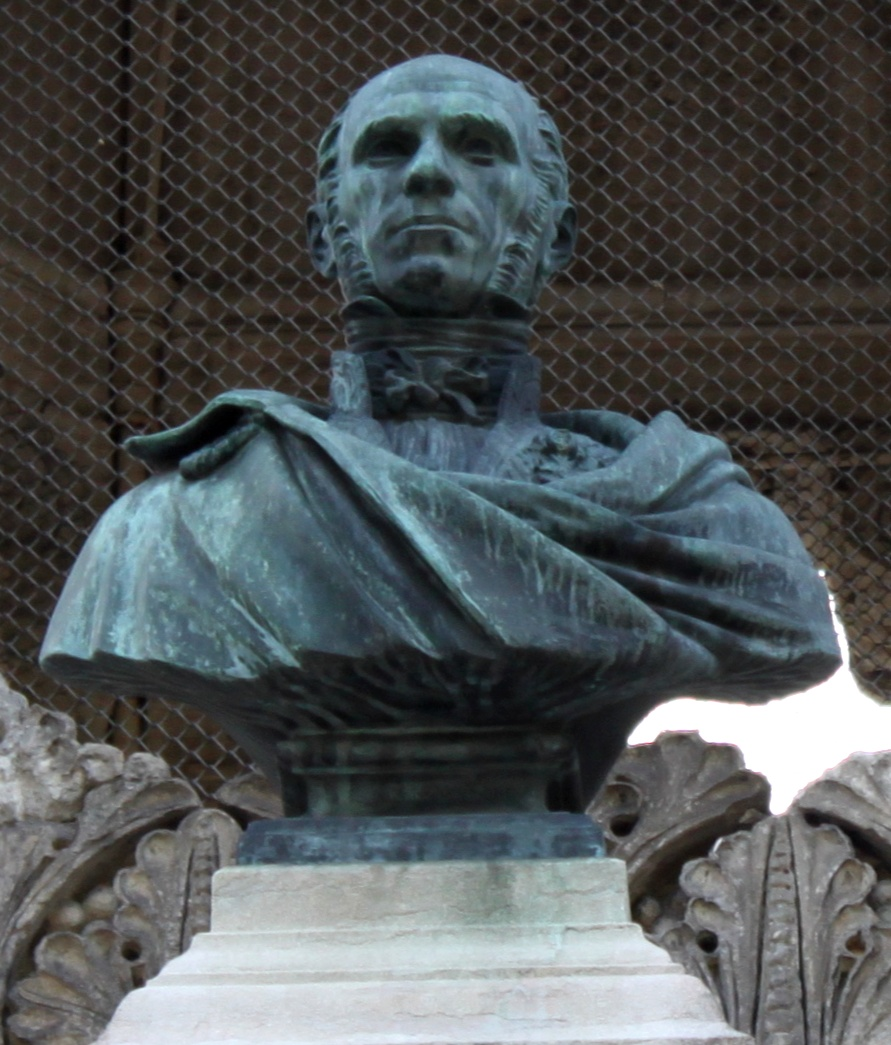
Бюст А.Дарсі у саду Дарсі у Діжоні

## Публікації
- Henry Darcy Les fontaines publiques de la ville de Dijon : exposition et application des principes à suivre et des formules à employer dans les questions de distribution d'eau, Paris, Victor Dalmont, 1856.  [Архівовано 31 грудня 2013 у Wayback Machine.]
- Henry Darcy Recherches expérimentales relatives au mouvement de l'eau dans les tuyaux, Paris, Imprimerie impériale, 1857.  [Архівовано 31 грудня 2013 у Wayback Machine.]
- Henry Darcy «Note relative à quelques modifications à introduire dans le tube de Pitot », dans Annales des Ponts et Chaussées, 1858, p. 351-359.  [Архівовано 6 грудня 2015 у Wayback Machine.]
- Henry Darcy, Henri Bazin Recherches hydrauliques entreprises par M. Henry Darcy continuées par M. Henri Bazin. Première partie. Recherches expérimentales sur l'écoulement de l'eau dans les canaux découverts, Paris, Imprimerie impériale, 1865.  [Архівовано 31 грудня 2013 у Wayback Machine.]
- Henry Darcy, Henri Bazin Recherches hydrauliques entreprises par M. Henry Darcy continuées par M. Henri Bazin. Deuxième partie. Recherches expérimentales relatives au remous et à la propagation des ondes, Paris, Imprimerie impériale, 1865.